# Sandskär (norr Kökar, Åland)
Sandskär är en ö i Åland (Finland). Den ligger i Skärgårdshavet och i kommunen Kökar i landskapet Åland, i den sydvästra delen av landet. Ön ligger omkring 55 kilometer öster om Mariehamn och omkring 220 kilometer väster om Helsingfors.
Öns area är 6,8 hektar och dess största längd är 410 meter i öst-västlig riktning. Ön höjer sig omkring 10 meter över havsytan.
Sandskär är en del av ändmoränen Salpausselkä och består därför huvudsakligen av sand och grus. Tillsammans med det intilliggande Långskärs revet är Sandskär den nordvästligaste ön på en moränrygg som sträcker sig via Örlandet, Sandskär, Sandskär, Västra och Östra Partuvan ner till Stora revet i sydöst.